# Alifera
Alifera (en griego, Αλίφειρα) es el nombre de una unidad municipal y una localidad de Grecia que pertenece a la unidad periférica de Élide. En 2011, la población de la unidad municipal era de 2008 habitantes y la de la localidad era de 82 habitantes.
Según la mitología griega su fundador epónimo fue Alifero, un hijo de Licaón.
La antigua ciudad pertenecía a la región de Arcadia. Pausanias dice que fue una de las poblaciones pertenecientes al territorio de Cinuria que se unieron para poblar Megalópolis. Polibio menciona que la ciudad se hallaba en una cima escarpada y había sido cedida a los eleos por Lidíadas de Megalópolis a cambio de algunos favores personales y que fue una de las ciudades tomadas por Filipo V de Macedonia el año 219 a. C.
Tanto Polibio como Pausanias mencionan en Alifera un santuario de Atenea, de la que se creía que había nacido allí, con una estatua de bronce de grandes dimensiones de la diosa realizada por Hipatodoro y Sóstrato. Pausanias comenta que en su época la ciudad seguía existiendo, aunque se trataba de una ciudad pequeña. Dice también que había un altar dedicado a Zeus Lequeates y una fuente a la que llamaban Tritónida. También había un santuario de Asclepio. Añade que en la ciudad se celebraban unas procesiones en las que se hacían sacrificios a un héroe llamado Myiagro.